# Ràdio Trama
Ràdio Trama és un projecte de comunicació lliure i popular de Sabadell que vol oferir un altre model de gestió en un mitjà de comunicació basat en l'horitzontalitat, l'autogestió, l'assemblearisme i la participació ciutadana. La primera quinzena de desembre del 2008 es va instal·lar un nou emissor radiofònic més potent amb el qual es pot sintonitzar fins a tots els barris de Sabadell al 91.4 de la FM.